# Villa Guadalupe
Villa Guadalupe är en ort i Mexiko.   Den ligger i kommunen Acatepec och delstaten Guerrero, i den sydöstra delen av landet, 260 km söder om huvudstaden Mexico City. Villa Guadalupe ligger 790 meter över havet och antalet invånare är 241.
Terrängen runt Villa Guadalupe är huvudsakligen kuperad, men norrut är den bergig. Villa Guadalupe ligger nere i en dal. Runt Villa Guadalupe är det ganska tätbefolkat, med 56 invånare per kvadratkilometer. Närmaste större samhälle är Pascala del Oro, 10,4 km sydost om Villa Guadalupe. I omgivningarna runt Villa Guadalupe växer huvudsakligen savannskog.